# Benedetto Giuseppe Labre
Benedetto Giuseppe Labre, född 25 mars 1748 i Amettes, Boulogne-sur-Mer, Frankrike, död 16 april 1783 i Rom, Italien, är ett romersk-katolskt helgon med minnesdag den 16 april.

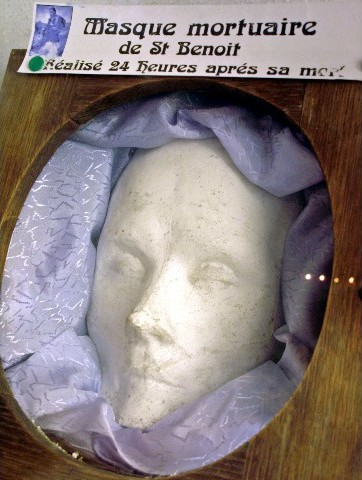
Benedetto Giuseppe Labres dödsmask

## Biografi
Labre ägnade sig åt pilgrimsvandringar och att tigga allmosor åt de fattiga. Han tillbringade ofta timmar i tillbedjan inför Altarets allraheligaste sakrament.
Benedetto Giuseppe Labre har fått sitt sista vilorum i kyrkan Madonna dei Monti i Rom. Han saligförklarades den 20 maj 1860 av påven Pius IX och helgonförklarades den 8 december 1881 av dennes efterträdare Leo XIII.